# 1971年毛泽东南巡
中共中央主席毛泽东在1971年8月15日至9月12日期间在中國南方巡视。期间他收到消息指林彪之子林立果策划刺杀，临时改变计划提前回到北京。
中共九届二中全会之后，林彪受到毛泽东冲击，但始终拒绝表态检讨。毛泽东为了敲山震虎，同时为林彪下台制造舆论，决定抛开中央，秘密南巡，在地方上散布对林彪的不满。毛泽东在南巡时，将林彪问题提高到了类似于原国家主席刘少奇的“路线斗争”的程度，事实上将林彪与刘少奇的性质等同。

## 背景
中共九届二中全会上，陈伯达受批判，林彪与毛泽东的关系出现裂痕。
1971年8月，毛泽东开始对林彪势力采取行动，具体措施是“甩石头”（指批文件和找人谈话）、“掺沙子”（派出非林彪系官员渗透其中，主要指本来由林彪势力把持的军委办事组）和“挖墙脚”（改组部门，主要指北京军区和卫戍区）。

## 经过
1971年8月14日，毛泽东离开北京去南方巡视。16日到武昌。在武汉，毛泽东同武汉军区兼湖北省负责人刘丰谈话一次；同刘丰及河南省负责人刘建勋、王新谈话一次；同已调国务院工作仍兼湖南省负责人的华国锋谈话一次。离武汉前，还同刘丰谈话一次。28日到长沙。在长沙，毛泽东同华国锋和湖南省负责人卜占亚谈话一次；同广州军区兼广东省负责人刘兴元、丁盛，广西壮族自治区负责人韦国清谈话一次。后又同华国锋、卜占亚、刘兴元、丁盛、韦国清集体谈话一次。31日到南昌。在南昌，同南京军区兼江苏省负责人许世友、福州军区兼福建省负责人韩先楚、江西省负责人程世清谈话两次。程世清此时向毛泽东揭发林彪。
主要内容：
……要搞马克思主义，不要搞修正主义；要团结，不要分裂；要光明正大，不要搞阴谋诡计。
……1970年庐山会议，他们搞突然袭击，搞地下活动，为什么不敢公开呢？可见心里有鬼。他们先搞隐瞒，后搞突然袭击，五个常委瞒着三个，也瞒着政治局的大多数同志，除了那几位大将以外。那些大将，包括黄永胜、吴法宪、叶群、李作鹏、邱会作，还有李雪峰、郑维山。……我看他们的突然袭击，地下活动，是有计划、有组织、有纲领的。……有人急于想当国家主席，要分裂党，急于夺权。
……林彪同志那个讲话，没有同我商量，也没有给我看。……起先那么大的勇气，大有炸平庐山，停止地球转动之势。可是，过了几天之后，又赶快收回记录。既然有理，为什么收回呢？说明他们空虚恐慌。1959年庐山会议跟彭德怀的斗争，是两个司令部的斗争。跟刘少奇的斗争，也是两个司令部的斗争，这次庐山会议，又是两个司令部的斗争。
……庐山这一次的斗争，同前九次不同。前九次都作了结论，这次保护林副主席，没有作个人结论，他当然要负一些责任。对这些人怎么办？还是教育的方针，就是“惩前毖后，治病救人”，对林还是要保。……回北京以后，还要再找他们谈谈。他们不找我（此处与之前李文普的说法不同――编者注），我去找他们。……犯了大的原则的错误，犯了路线、方向错误，为首的，改也难。历史上，陈独秀改了没有？瞿秋白、李立三、罗章龙、王明、张国焘、高岗、饶漱石、彭德怀、刘少奇改了没有？没有改。

……军队要统一，军队要整顿。我就不相信我们军队会造反，我就不相信你黄永胜能够指挥解放军造反！……你调动军队来搞坏事，听你的？
毛8月31日到南昌后，获悉周宇驰曾到江西把一辆水陆两用汽车用飞机运走，9月3日他离开南昌到达杭州。毛泽东到杭州后，叫把专列转移到绍兴。9月10日毛泽东突然决定下午走，也不要送行。离开杭州3个多小时后到达上海。他没有下车，叫人打电话通知许世友到上海来。第二天上午，许世友一下飞机就坐车直达毛泽东专列。毛泽东在火车上和许世友、王洪文谈话，谈完话，叫王洪文请许世友到锦江饭店吃饭。汪东兴送走他们后刚回来，毛泽东就说：“我们走，不同他们打招呼。谁也别通知，马上开车。先发前卫车。”
1971年9月12日到天津后。毛泽东让随行的张耀祠打电话通知李德生、纪登奎、吴德、吴忠到丰台火车站。李德生回忆，毛先问了李德生近日访问阿尔巴尼亚和罗马尼亚的情况，随即说：“路线正确与否是决定一切的。人多、枪多代替不了正确路线。路线正确，就有了一切；路线不正确，有了也会丢掉。路线是个纲，纲举目张。他讲了党内十次路线斗争的历史。接着又说：“这次庐山会议搞突然袭击，大有炸平庐山，停止地球转动之势。……五个常委瞒着三个，一点气都不透，来了个突然袭击，出简报煽风点火，这样搞是有目的嘛……我那个文章(指《我的一点意见》)是找了一些人谈话，作了一点调查研究才写的”。……“天才问题是理论问题，他们搞唯心论。……天才就是比较聪明一点，……天才是靠群众路线，集体智慧。……什么顶峰啦，一句顶一万句啦，……不设国家主席，我讲了六次，一次就算一句，顶六万句，他们都不听，半句也不顶。等于零。”李德生按照命令調动38軍的一個师到南口。

## 林彪方面动向
毛沿途找各地负责人谈话时，一再强调他的谈话不能外传，但林彪的亲信在得知内容后转告了林彪。据官方说法，林彪因此策划政变。
据官方资料，9月8日林彪下达武装政变手令，手令上亲笔手书：“盼照立果、宇驰同志传达的命令办”。这个手笔后来特别法庭鉴别特征时，字迹专家鉴定出自林彪手笔。而作家肖思科将“手令”残片复印件和林彪书法复印件提供给一位字迹鉴定专家，其结论与特别法庭相同。但林立衡回忆道，文化大革命中，林彪的许多书信都不是林彪的手笔，连签名也是工作人员摹仿的。江青、张春桥、姚文元等按照他们的政治需要随意修改林彪的讲话记录。九一三事件后，“四人帮”掌握着林彪专案，毛家湾的所有物证都经过江青等人的筛选，部分证据被伪造。
9月8日至11日，林立果、周宇驰先后分别向江腾蛟、王飞以及“联合舰队”的其他骨干传达命令，计划中有三个方案，一是用火焰喷射器、四零火箭筒打毛泽东乘坐的火车；二是用100毫米口径改装高炮，平射火车；三是让上海空四军政委王维国带上手枪，在毛泽东接见时，在火车上动手。
他们的计划后来落空，最终林彪等人出逃，即九一三事件。